# مستضد بروستاتي نوعي
المستضد البروستاتى النوعى (PSA) هو بروتين تنتجه خلايا غدة البروستاتا. ويوجد بكميات صغيرة في مصل الرجال الأصحاء، ولكن غالباما ترتفع نسبته في مصل الذين يعانون من سرطان البروستاتا وإضرابات البروستاتا الاخري. ويعتبر فحص الدم الذي يقيس {PSA} هوالاختبار الأفضل المتوفر حاليا للتشخيص المبكر لسرطان البروستاتاولكنه مشكوك في فعاليته.
يرتبط ارتفاع مستويات المستضد البروستاتي النوعي بمرور الوقت مع كل من ارتفاع مستويات سرطان البروستاتا الموضعى والانتشاري.

## الكيمياء الحيوية
يعرف أيضا مستضد البروستاتا النوعي باسم إنزيم كالكرين 3 والسيمنين والسيمينوجيليز والبروتين المنوى -y وأنتجين بى-30} وهو 34 ك دبروتين سكرى وينتج حصريا فيغدة البروستاتا ويفرز{PSA}في البربخ لكى يسهل حركة الحيوانت المنويه بحريه تامه وذلك بجعل الوسط الذيتوجد به سائلا لثالث وبالورم المنوي الخصوي و semenogelase ووالبروتين المنوي الخصوي في، ومستضد بي -30) وهو بروتين سكري 34 KD يصنع تقريبا حصرا في غدة البروستاتا؛ وينتج مستضد البروستاتا النوعي للقذف حيث أنه يسيل المني في الخثرة المنوية والحيوانات المنوية ويسمح للنطف أن تسبح بحرية. {8} ويعتقد أ أنه مفيد في حل مخاطية عنق الرحم، مما يتيح عنه دخول الحيوانات المنوية.
وهو انزيم سيرين {11}البروتيني الذي توجد مورثته{الجين المورث له}على الصبغى رقم 19،

## اكتشاف المستضد
شهد اكتشاف مستضد البروستاتا النوعي جدلا واسعا مثل هل يوجد المستضد في انسجة البروستاتا ام يوجد في المنى وهو اكتشاف مستقل وسمى باسماء مختلفه مما جعله عرضة لمزيد من الجدل. وأول من اجريت عليه تجربة المستضد البروستاتى النوعى هو فلوكس وبعد عشر سنوات من ذلك ذكر البين وجود رواسب المستضدات في البروستاتا. وفي عام 1971، ميز هارا بروتين فريد من نوعه في السائل المنوي وبروتين غاما المنوى.وفى عام 1973 تمكن لي وبيلنق من عزل بروتين E1 من السائل المنوي الإنساني في محاولة لإيجاد طريقة جديدة لتحقيق السيطرة على الخصوبة. وفي عام 1978، حددت سينساباف بروتين المني النوعي P30، ولكن ثبت أنه كان مماثلا لبروتين وكان مصدره هو البروستاتا {25} وفي عام 1979، نقي وانغ المستضد النوعي من أنسجة البروستاتا (مستضد البروستات). {27} قاس أولا بابسيدرو في عام 1980 مستضد البروستاتا النوعي كميا في الدم، وواصل ستامي الأعمال الأولية بشأن الاستخدام السريري لمستضد البروستاتا النوعي كعلامة علي سرطان البروستاتا.

## مصل مستضد البروستاتا النوعي
يوجد عادة مستضد البروستاتا النوعي في الدم في مستويات منخفضة جدا. مدي المجموعة لأقل من 4 نانوغرام / مل للاختبار التجاري الأول لمستضد البروستاتا النوعي، واختبار مستضد البروستاتا النوعي -R PSA Hybritech الذي وضع في فبراير 1986 استند إلى دراسة مرجعية وجدت أن مستوى مستضد البروستاتا النوعي أقل من 4 مل نانوغرامفي 99 ٪ بين 472 من الرجال الأصحاء - الحد الأعلى الطبيعي هو أقل من 4 نانوغرام / مليلتر. {37}
مستويات العالية لمستضد البروستاتا النوعي تشير الي وجود سرطان البروستاتا. ومع ذلك، يمكن أيضا أن يوجد سرطان البروستاتا في ظل غياب كامل لارتفاع مستوي مستضد البروستاتا النوعي، وفي حالة مثل هذه كانت نتيجة الاختبار ستكون سلبية كاذبة.{39} وقد ذكر أن البدانة تحد من مستويات مصل مستضد البروستاتا النوعي. {41} تأخر الكشف المبكر يفسر جزئيا نتائج سيئة في الرجال البدناء المصابين بسرطان البروستاتا المبكر. {43}
يمكن أن تزداد أيضا مستويات المستضد النوعي للبروستاتا عن طريق عدوى البروستات، والتهيج وتضخم البروستاتا الحميد {BPH} وسرعة القذف ونتيجة لذلك نحصل على نتيجة ايجابية كاذبة. وبدراسة حالات عديده باستخدام فحص المستقيم الرقمي (DRE) تبين اذدياد معدل افراز المستضد البروستاتى النوعي، ومع ذلك، فإن التأثير ضئيل سريريا، حيث أن فحص ة المستقيم الرقمي يسبب زيادة كبيرة في معظم المرضى الذين يعانون بالفعل من ارتفاع مستويات المستضد البروستاتى النوعي تتجاوز 4.0 نانوجرام / مل.
ويذدادالمستوى الطبيعى المرجعى للمستضد البروستاتى النوعى بذيادة العمر مثلما يذداد معدله الطبيعى في حالات السرطان.
| العمر     | > 50    | > 50           | من 50 حتي 59 | من 50 حتي 59   | من 60 حتي 69 | من 60 حتي 69   | > 70    | > 70           | (عدد السنوات)   |
| --------- | ------- | -------------- | ------------ | -------------- | ------------ | -------------- | ------- | -------------- | --------------- |
|           | السرطان | لا وجود لسرطان | السرطان      | لا وجود لسرطان | السرطان      | لا وجود لسرطان | السرطان | لا وجود لسرطان |                 |
| 5 المئين  | 0.4     | 0.3            | 1.2          | 0.3            | 1.7          | 0.3            | 2.3     | 0.4            | (نانوغرام / مل) |
| 95 المئين | 163.0   | 2,5            | 372.5        | 4.7            | 253.2        | 8.3            | 613.2   | 17.8           | (نانوغرام / مل) |

على الرغم من النتائج السابقة، إلا أن البحوث الحديثة التي أجريت مؤخرا أشارت إلى أن معدل زيادة المستضد النوعي للبروستاتا (سرعة مستضد البروستاتا النوعي) ليست محددا نوعيا قاطعا لسرطان البروستاتا. ومع ذلك، فإن ارتفاع معدل مستضد البروستاتا النوعي قد يكون له قيمة تنبئ بسرطان البروستاتا. الرجال المصابين بسرطان البروستاتا الذين يزيد مستوى مستضد البروستاتا النوعي لديهم أكثر من 2,0 نانوغرام في المليلتر خلال سنة قبل تشخيص سرطان البروستاتا أكثر احتمالا للوفاة بسرطان البروستاتا على الرغم من خضوعهم لاستئصال البروستاتا جذريا.
وغالبا يرتبط مستضد البروستاتا النوعي في الدم ببروتينات المصل. الكمية الصغيرة ليست بروتين مرتبط ويسمى مستضد البروستاتا النوعي الحر، نسبة مستضد البروستاتا النوعي الحر (غير المرتبط) في الرجال المصابين بسرطان البروستاتا الي مجموع نسبة مستضد البروستاتا النوعي منخفضة. تزداد مخاطر السرطان إذا كانت نسبة الحر الي مجموع النسبة أقل من 25 ٪. (انظر الرسم البياني في اليمين). كلما انخفضت النسبة كلما زاد احتمال الإصابة بسرطان البروستاتا. قياس نسبة المستضد الحر الي مجموع مستضد البروستاتا النوعي يبدو مبشرابعدم إجراء الخزعات غير الضرورية للرجال الذين تكون مستويات مستضد البروستاتا النوعي لديهم ما بين 4 و 10 نانوجرام / مل ومع ذلك، فإن كليهما مجموع المستضد البروستاتى النوعى والمستضد البروستاتى الحر يذداد تلقائيا بعد القذف مباشرة ويتراجع ببطء إلى مستواه الأول خلال 24 ساعة.

## المستضد البروستاتى النوعى في السوائل البيولوجية والأنسجة الأخرى
| تركيز المستضد البروستاتى النوعى في سوائل الجسم البشري | المستضد البروستاتى النوعى (نانوجرام / مل) |
| المني {النطفة}                                        | 200,000 إلى 5.5 مليون                     |
| السائل الأمنيوتى                                      | 0.60-8.98                                 |
| لبن الثدي                                             | 0.47-100                                  |
| اللعاب                                                | صفر                                       |
| بول الانثى                                            | 0.12_3,72                                 |
| مصل الانثى                                            | 0.01 -.53                                 |

```
انها لم تكن مستضد اونوعيه البروستاتا رغم وجودها بكميات وافرة في نسيج البروستاتا وفي السائل المنوى، كما تم اكتشفها فيسوائل الجسم الأخرى وفي انسجته،
```

كماوجد في السائل الذي تقذفه المرأة بتركيز يماثل وجوده في السائل المنوى للرجل. بلإضافة إلى وجود المستضد في منى الرجل وقذف المرأة فقد وجد المستضدأيضا في سوائل الجسم الأخرى مثل وجوده في السائل الأمنيوتى المحيط بالجنين وفي حليب الثدى. كما تم تحديد تركيزات منخفضة منه في غدد الإحليل وفي بطانة الرحم وفي نسيج الثدي العادي وفي نسيج الغدة اللعابية. كما وجد المستضد في امصال النساء الائى يعانين من إصابة سرطان الثدى أو سرطان الرئة اوسرطان الرحم كما وجد في وجد في امصال بعض المرضى المصابين بسرطان الكلى.
ويمكن أخذ عينات من النسيج المصاب وصبغها ثم فحصها لمعرفة المستضد وتحديد الاصل الذي هاجرت منه تلك الخلايا الخبيثه 0

## استخدامات المستضد البروستاتي النوعي

### سرطان البروستاتا

#### الفحص الكشفي
صادقت إدارة الولايات المتحدة الإمريكية للغذا والدواء {FDA} الغذاء والدواء على استخدام اختبارات المستضد البروستاتى النوعى للكشف اليدوى عن سطان البروستاتا للرجال في سن الخمسين اويذيد. يعتبر مستوى المستضد البروستاتى النوعى ما بين 4 إلى 10 نج /مل {نانوجرام في المللتر}مشكوك فيه يلزم ان يجرى للمريض تصوير بالموجات فوق الصوتية للمستقيم واذا اشارت الموجات لموجودات تدل على أي احتمال لوجود المرض، تؤخذ خزعة من البروستاتا. إذاكانت نتيجة فحص المستضد البروستاتى النوعى تميل إلى الايجابيهالكاذبه {فإن كل 7 من 10 من هذه الفئة غير مصابين بسرطان البروستاتا }وإذا نتيجة الفحص تميل إلى السلبية الكاذبه {فإن كل2,5 من10 من الرجال مصابون بسرطان البروستاتا ويكون مستوى المستضد البروستاتى النوع منخفض لديهم }. وتدل التقارير الحديثة على ان الامتناع عن الجماع أو إخراج المنى مدة 24 ساعة أويذيد قبل إجراء الاختبار سيحسن كثير من صحة الاختبار ويعطى نتائج موثوق بها.

#### مراقبه مابعد العلاج
في الولايات المتحدة الإمريكية يصل {عددالمنتكسين بيوكيميائيا}جراء ارتفاع مستوى المستضد البروستاتى النوعى بعد فشل المعالجة النهائية إلى ما يقارب 70000 حاله كل عام. العلاج الأمثل لانقاذ هؤلاء الرجال ليس وأضح وتشمل علاجات انقاذ شعبيه وعلاجات جهازيه أساسها المعالجة الهرمونيه. يجب أن يبنى العلاج على اسس فردية بناء على المخاطر الناجمه عن كل حالة فرديه فضلا عن احتمالات النجاح المتوقع والمتاعب الناجمه عن المعالجة.

### التعرف على السائل المنوى باستخدام الطب الشرعى
عرف المستضد البروستاتى النوعى لأول مرة عند محاولة الباحثين العثور على مواد في السائل المنوى تساعدهم في التحرى لمعرفة حالات الاغتصاب ويستخدم المستضد البروستاتى النوعى الآن في الطب الشرعى ليدل على وجود السائل المنوى يوجد المستضد البروستاتى النوعى في السائل المنوى للرجال البالغين بمستوى يذيد كثيرا عن وجوده في بقية الانسجة الأخرى ولذلك وجوده بمستوى عالى في عينه يدل على احتمال وجود المنى بالعينة. ولان المستضد البروستاتى النوعى محدد بيولوجى يعبر بصورة مستقلة عن الحيوانات المنويه، لذا تكمن أهميته في أفادة ماإذا كان الرجل مقطوع القنوات المويه أم هو عديم الإنتاج للحيوانات المنويه {عقيم طبيعيا }.
ومن المهم أن نلاحظ أيضا أن المستضد البروستاتى النوعى يمكن أن يوجد بمستوى منخفض في سوائل الجسم الأخرى، كأن يوجد في البول وحليب الثدى، وبالتالى يمكننا وضع حد أعلى لعتبه تفسير النتائج الايجابيه السالبه ووجود المنى بصورة لاتقبل المساومة. في حين أن الاختبارات التقليدية مثل التبادل الكهربائ لديها حساسية منخفضة بما فيه الكفاية لكشف المستضد البروستاتى النوعى للسائل المنوي فقط وطرق الاختبارات السريرية الحديثة المتقدمة لسرطان البروستاتا قد خفضت عتبة الكشف إلى 4 نانوجرام / مليلتر. وقد شوهد وجود هذا المستوى للمستضد البروستاتى النوعى في الدماء المحيطيه للمصابين بسرطان البروستاتا وبصورة نادرة في عينات من بول النساء وحليب الثدى. ولم تجرى أي دراسة لتقييم مستويات المستضد البروستاتى النوعى في أنسجة وإفرازات الأطفال الذين لم يبلغوا سن الرشد. ولذلك، فإن وجود المستضد البروستاتى النوعى بحساسيه عاليه {4 نانوجرام /مل}لا يعطى دليل قاطع لوجود المنى لذلك يجب أخذ الحزر في حالة تفسير مثل هذه النتائج.

## التداخلات
تبين أن مستضد البروستات يتداخل مع مثبطات البروتين سي. (88)(90)